# پینتو (کومونه)
پینتو (به ایتالیایی: Pineto) یک کومونه در ایتالیا است که در استان تیرامو واقع شده‌است.

## خصوصیات
پینتو ۳۷٫۶۹ کیلومترمربع مساحت و ۱۴٬۴۳۰ نفر جمعیت دارد و ۴ متر بالاتر از سطح دریا واقع شده‌است.

## خواهرخوانده
شهرهای Drochia و Ostrowiec Świętokrzyski خواهرخوانده‌های پینتو (کومونه) هستند.